# Cialone Tour
Cialone Tour S.p.A. è un'azienda privata italiana attiva nel settore del trasporto pubblico locale e del noleggio di autobus urbani e gran turismo con o senza conducente. Gestisce il servizio di trasporto pubblico locale nei comuni del frusinate di Arnara, Castro dei Volsci, Ferentino, Fiuggi, Frosinone, Fumone e Supino.

## Storia
L'azienda fu fondata nel 1895 a Ferentino come ditta individuale F.lli Cialone da Giovan Battista Cialone e dai suoi quattro figli (Luigi, Giuseppe, Cesare ed Emilio) per l'attività di trasporto merci, principalmente nel settore agricolo. Nel 1915, sempre a Ferentino, mosse i primi passi nel settore del trasporto pubblico con un'autolinea, servita da vetture a gassogeno, che collegava la stazione con il centro del piccolo comune.
Alla morte di Giovan Battista nel 1944 i figli trasformano la ditta in società a responsabilità limitata con la denominazione di Cialone S.r.l., ampliando al contempo i servizi gestiti con l'aggiunta, nel 1946, delle autolinee Ferentino-Roma e Ferentino-Frosinone, sui quali erano impiegati autobus Fiat 306 e 308.
Nel corso degli anni '50 iniziò a muovere passi anche nel settore del trasporto turistico e noleggio autobus con conducente. Nel 1955 la società mutò nuovamente denominazione in Autoservizi Cialone S.r.l., assorbendo anche le autolinee Ferentino-Napoli, Frosinone-Ferentino-Roma e Formello-Roma. Con la nascita di ACOTRAL tra il 1975 e il 1976 tutte le autolinee sono passate al consorzio regionale e pertanto Autoservizi Cialone scelse di concentrarsi sul noleggio e sulla gestione della linea interregionale Civitella Roveto-Sora-Frosinone-Roma, mutando denominazione in Cialone Tour S.r.l.; sempre nel corso degli anni '70 iniziò a svolgere dei servizi navetta per le maggiori aziende del paese tra cui BNL, Sogei, Italsiel e BNA. Parimenti l'azienda fu trasformata in società in accomandita semplice (S.a.s.).
A metà anni '80 riuscì ad aggiudicarsi le concessioni per il trasporto pubblico nei comuni del frusinate Arnara, Ferentino, Fumone e Supino. Nel 2001 la società fu trasformata in società per azioni (S.p.A.) con un capitale sociale di 4,8 miliardi di lire, poi aumentati a 3,1 milioni di euro. Nel 2017 ha iniziato il servizio di TPL nel comune di Castro dei Volsci mentre nel 2018 ha fondato, insieme a Cilia Italia e SAC Mobilità, l'azienda CSC Mobilità (di cui detiene il 35%), poi risultata aggiudicataria del servizio di TPL nel comune di Latina. Nel 2020 è subentrata a GEAF nella gestione delle autolinee urbane di Frosinone oltre che del servizio di bike sharing e dell'ascensore inclinato. Nel 2024 la linea interregionale Civitella Roveto-Balsorano-Sora-Roma è stata ceduta a Cotral.